# Авриани
«Авриани» (греч. Αυριανή) — греческая ежедневная газета, печатается в Афинах. Основана в 1980 году.

## «Аврианизм»
«Авриани» известна своей скандальностью, а также приверженностью партии ПАСОК, с тех пор как та впервые пришла к власти в 1980 году. Хотя газета всё же жестко критиковала правительство, его руководство никогда не скрывало связей с партией. Такая практика отношений получила название «аврианизма» (греч. «αυριανισμός»).
Накануне парламентских выборов 1985 года газета опубликовала фотографию, которая изображала лидера партии Новая Демократия Константиноса Мицотакиса как коллаборациониста нацистских оккупантов. В том же месяце (май 1985 года) «Авриани» продавалась ежедневно в среднем 243 534 экземпляров (116 653 в Афинах и Пирее, остальные 126 881 — в других регионах Греции), что стало самым высоким показателем в истории греческих печатных СМИ.
В следующем году «Авриани» начала наступление не только на политических деятелей, но и на других публичных персон. Жертвами скандальных сообщений стали коллекционер Александр Иолас, певец Лукианос Келаидонис, композитор Манос Хадзидакис. Из-за начавшегося скандала, когда газета напечатала на первой странице частные фото Димитры Лиане, вдовы премьер-министра Греции Андреаса Папандреу, партия ПАСОК дистанцировалась от издания. С тех пор несколько ведущих журналистов покинули газету.
В последние годы газета не ассоциируется непосредственно с ПАСОК. Тираж издания на национальном уровне составляет 5 тысяч экземпляров.
В 2009 году «Авриани» обвинили в антисемитизме, когда в течение Войны в Газе обвинила американцев-евреев в развязывании третьей мировой войны.